# Istituto Teologico San Pietro
L'Istituto Teologico San Pietro è una scuola di filosofia e di teologia gestito dalla Congregazione di San Giuseppe, dalla Diocesi di Viterbo, e dalla provincia romana del'Ordine dei frati minori cappuccini che ha sede in Viterbo.
È affiliato al Pontificio ateneo Sant'Anselmo ed offre corsi per la formazione dei presbiteri e dei laici.

## Storia

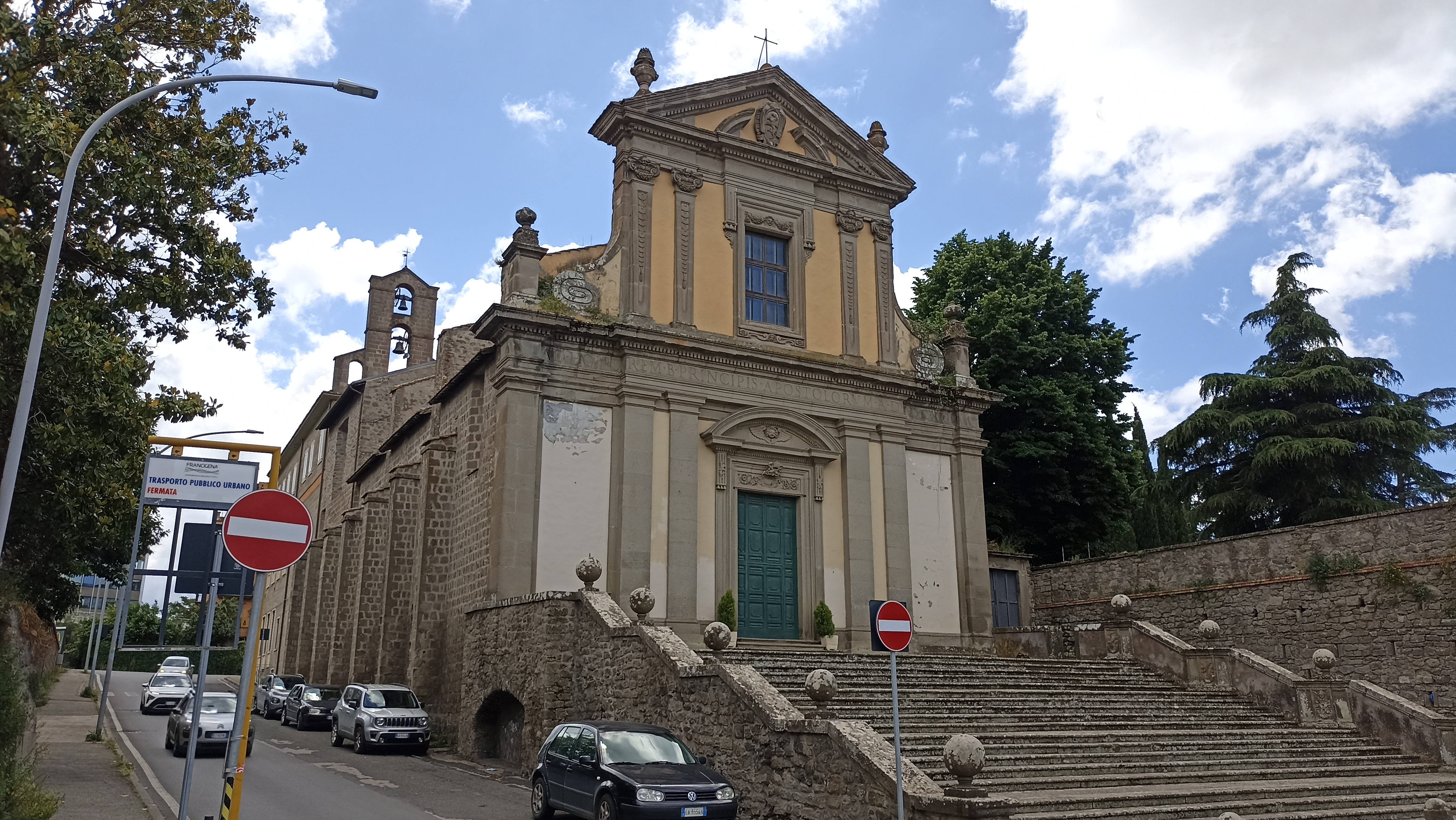
La Chiesa di San Pietro annessa all'Istituto.

In Viterbo, fuori Porta san Pietro, sorge la chiesa di san Pietro che, con annesso convento, era gestita dall'Ordine dei Frati penitenti di Gesù Nazareno detti Scalzetti. I Giuseppini del Murialdo arrivano alla chiesa di san Pietro nel 1936 e negli anni l'annesso convento viene ampliato per ospitarvi lo Scolasticato della Congregazione. Tale Scolasticato prende il nome di Istituto Filosofico e Teologico dei Giuseppini del Murialdo e viene affiliato al Pontificio ateneo Sant'Anselmo dal 1970.
L'attuale istituto nasce dalla fusione avvenuta nel 1998 di tre istituti teologici precedentemente operanti nella città di Viterbo: l’Istituto Filosofico - Teologico S. Pietro dei Giuseppini del Murialdo, la Scuola Teologica Santa Maria della Quercia del Seminario interdiocesano e l’Istituto Filosofico - Teologico S. Paolo dei Frati Cappuccini.

## Offerta formativa
L'istituto offre:
- corso di teologia
- corso di filosofia
- Formazione alla ministerialità

## Biblioteca
Presso l'istituto è presente la biblioteca san Giuseppe che raccoglie una significativa collezione di libri afferenti soprattutto ai settori della teologia e della filosofia.